# Salvatore Pelligra
Salvatore Pelligra (Comiso, 22 maggio 1891 – Signo, 1º ottobre 1943) è stato un generale italiano, veterano della prima guerra mondiale, dove fu decorato con la Croce di guerra al valor militare, fu comandante dell'artiglieria del XVIII Corpo d'armata di stanza in Dalmazia nei giorni seguenti all'armistizio dell'8 settembre 1943. Per essersi opposto alla resa e alla consegna delle armi, fu trucidato dai tedeschi a Signo insieme ad altri 50 ufficiali. Per il coraggio dimostrato in questo frangente fu decorato di Medaglia d'oro al valor militare alla memoria.

## Biografia
Nacque a Comiso (provincia di Ragusa) il 22 maggio 1891, e si arruolò nel Regio Esercito entrando nella Regia Accademia Militare di Artiglieria e Genio di Torino, dalla quale uscì nel 1912 con il grado di sottotenente, assegnato all'arma di artiglieria. Prese parte alla prima guerra mondiale, durante la quale fu promosso al grado di capitano distinguendosi durante il servizio presso il 3º Reggimento artiglieria da campagna, venendo decorato con la Croce di guerra al valor militare. Il 1º luglio 1937 fu promosso al grado di colonnello.
Nel 1940 ricopriva l'incarico di Comandante della Scuola centrale d'artiglieria di Civitavecchia. Il 1 gennaio 1942 fu nominato generale di brigata. All'atto dell'armistizio dell'8 settembre 1943 si trovava a Spalato, in Dalmazia, come comandante dell'artiglieria assegnata al XVIII Corpo d'Armata del generale Umberto Spigo. La zona di Spalato era presidiata dai reparti della 15ª Divisione fanteria "Bergamo", al comando del generale Emilio Becuzzi, che decise inizialmente di resistere ai tedeschi facendo causa comune con i partigiani jugoslavi, ma informandoli anche non avrebbe combattuto contro gli ex alleati. L'11 settembre Becuzzi tenne un consiglio di guerra con i propri ufficiali in cui avanzò l'ipotesi di cedere le armi ai partigiani jugoslavi, non combattere contro le forze tedesche, e sciogliere le unità italiane presenti in zona. Sia il  generale Alfonso Cigala Fulgosi, comandante della Piazza di Spalato, che il generale Angelo Policardi ed egli stesso, si rifiutarono fermamente di cedere le armi preferendo combattere.
Alle richieste avanzate da Spalato che chiedevano l'invio di rinforzi l'Alto Comando italiano rispose disponendo il ritiro dalla zona di circa 3.000 soldati. Tali soldati si imbarcarono su alcune navi, insieme al comandante della 15ª Divisione fanteria "Bergamo", generale Becuzzi, il giorno 23. Ricevuti consistenti rinforzi, tra cui la SS Freiwilligen Division "Prinz Eugen", e contando sull'appoggio aereo fornito da alcune squadriglie di cacciabombardieri Junkers Ju 87 Stuka, i tedeschi passarono decisamente al contrattacco. Il 24 settembre, dopo la partenza di Becuzzi, egli assunse il comando di tutte le rimanenti truppe italiane presenti nella zona.
Le truppe germaniche assunsero il controllo della città dopo un breve, ma intenso combattimento. Secondo le disposizioni impartite dall'Obergruppenführer Karl Reichsritter von Oberkamp, comandante della Divisione "Prinz Eugen" tutti gli ufficiali italiani che avevano fatto causa comune con i partigiani jugoslavi dovevano essere passati per le armi.
Quarantacinque di loro, dopo essere stati sommariamente interrogati nella caserma di Sini, in cui gli fu richiesto di aderire alla neocostituita Repubblica Sociale Italiana al loro rifiuto furono fatti salire sui camion. Indossando una divisa nuova, si mise i guanti bianchi e si unì ai suoi ufficiali. Portati in una cava di ghiaia nei pressi delle fornaci di Signo, lungo il fiume Cettine, a gruppi, mentre gridavano "Viva l'Italia", furono fucilati. Egli incitò e rincuorò i suoi uomini, che si misero sull'attenti davanti al plotone d'esecuzione, fino alla fine.
Il 24 maggio 1949, nel corso di una solenne cerimonia, gli venne conferita la Medaglia d'oro al valor militare alla memoria. Il Comune natale di Comiso ha voluto onorare la sua memoria intitolandogli una via, così come la città di Palermo.
Insieme a lui vennero fucilati anche il generale Alfonso Cigala Fulgosi, comandante della Piazza di Spalato, e il generale Angelo Policardi comandante del Genio del XVIII Corpo d'armata. Il primo fu decorato con Medaglia d'oro, e il secondo con Medaglia d'argento al valor militare alla memoria.

### Il fratello Raffaele
Era fratello minore di Raffaele, ufficiale dell'arma di Cavalleria che, col grado di colonnello, ebbe a Napoli il comando del 6º Reggimento "Lancieri di Aosta", che tenne fino al 1939. Promosso anche lui generale di brigata nel 1940, fu nominato Intendente della 2ª Armata al confine orientale. Nel 1942 assunse il Comando della 13ª Divisione fanteria "Re" in Croazia per un anno e, il 12 luglio 1943, fu nominato Capo di stato maggiore della 7ª Armata di Potenza. Dopo la guerra, il 15 luglio 1947, assunse il Comando della Guardia di Finanza, che tenne fino al 3 febbraio 1953, allorché fu collocato in ausiliaria per limiti d'età.

### Annotazioni
1. ↑  Becuzzi si imbarcò sulla torpediniera Aretusa abbandonando al proprio destino i circa ottomila soldati della sua divisione.
2. ↑  Pochissimi ufficiali scelsero di ottemperare a tale richiesta.
3. ↑  Secondo alcune testimonianze i soldati tedeschi depredarono di volta in volta i morti.
4. ↑  Dei circa 450 ufficiali italiani catturati dai tedeschi nella zona, 45 vennero uccisi a Trilj il 2 ottobre, e 9 il giorno 3 in un luogo sconosciuto.

### Fonti
1. ↑  Generals.
2. 1 2 3 4 5  Schreiber 1990, p. 201.
3. ↑  Talpo 1994, p. 1262.
4. 1 2 3 4  Aga Rossi, Giusti 2011, p. 142.
5. ↑  Aga Rossi, Giusti 2011, p. 154.
6. ↑  Schreiber 1990, p. 200.
7. ↑  Aga Rossi, Giusti 2011, p. 155.
8. 1 2 3 4 5  Schreiber 1990, p. 202.
9. ↑   Salvatore Pelligra, in Donne e Uomini della Resistenza, ANPI. URL consultato il 26 settembre 2023 (archiviato il 26 settembre 2023).
10. ↑  Gazzetta Ufficiale del Regno d'Italia n.228 del 12 dicembre 1935.
11. ↑  Gazzetta Ufficiale del Regno d'Italia n.289 del 5 ottobre 1938.